# Saint-Paul-le-Froid
Saint-Paul-le-Froid is een gemeente in het Franse departement Lozère (regio Occitanie) en telt 186 inwoners (1999). De plaats maakt deel uit van het arrondissement Mende.

## Geografie
De oppervlakte van Saint-Paul-le-Froid bedraagt 44,2 km², de bevolkingsdichtheid is 4,2 inwoners per km².
De onderstaande kaart toont de ligging van Saint-Paul-le-Froid met de belangrijkste infrastructuur en aangrenzende gemeenten.

## Demografie
Onderstaande figuur toont het verloop van het inwonertal (bron: INSEE-tellingen).

## Geboren in Saint-Paul-le-Froid
- François de Langlade du Chayla (1647-1702), aartspriester van de Cevennes en vervolger van hugenoten. Hij werd geboren in het voormalige kasteel Chayla in Saint-Paul-le-Froid.